# Тамер Гассан
Тамер Гассан (англ. Tamer Hassan; нар. 18 березня 1968, Лондон, Велика Британія) — англійський актор, продюсер та сценарист.

## Життєпис
Тамер Гассан народився в Нью-Крос у Південному Лондоні, Англія. Батьки Гассана турки-кіпріоти.
Займався боксом, на аматорському рівні. Після того, як він отримав травму, Гассан пішов у ресторанний бізнес та став власником нічного клубу. Гассан в даний час є власник, голова ради директорів, а також гравець та тренер футбольного клубу «Гринвіч Боро» у Дартфорді, графство Кент. Він також керує боксерським залом «Елтем».
Тамер Гассан є вболівальником футбольного клубу «Міллволл».
Акторську кар'єру розпочав 1987 року.

## Приватне життя

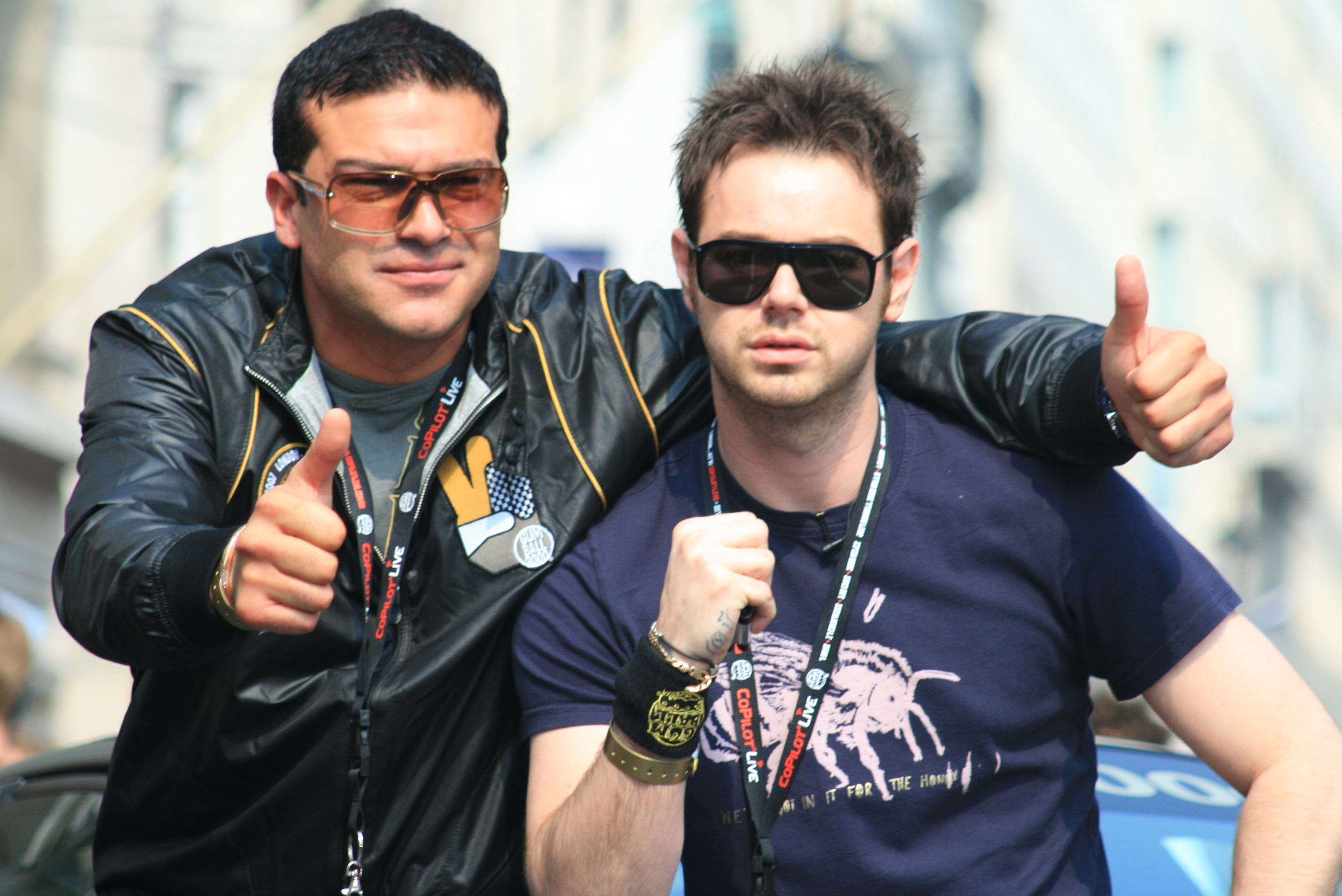
Тамер Гассан та Денні Даєр, 2007 рік

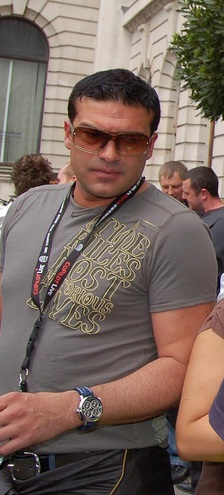
Тамер Гассан, 2007 рік

Тамер Гассан одружений, у нього двоє дітей. Його близьким другом є актор Денні Даєр, також кокні як і Гасан. Син Тамера Гассана — Тазер, грає у футбол.

## Фільмографія
| Рік       | Назва фільму українською        | Назва фільму англійською    | Роль                   | Notes                           |  |
| --------- | ------------------------------- | --------------------------- | ---------------------- | ------------------------------- |  |
| 1987      | Немає виходу                    | No Way Out                  | офіцер на вечірці      |                                 |  |
| 2002      |                                 | Dju!                        | Гімсельф               | короткометражка                 |  |
| 2002      | Суддя Джон Дід                  | Judge John Deed             | Гусаїн Гусаїні         | Епізод: «Політична доцільність» |  |
| 2003      | Чисто англійське вбивство       | The Bill                    | Хасан Ерґуншах         | Епізод: «090»                   |  |
| 2004      | Місто вбивств                   | Murder City                 | Michael Samuels        |                                 |  |
| 2004      | Хлопець з кальцію               | The Calcium Kid             | Піт Райт               |                                 |  |
| 2004      | Шахраї                          | Spivs                       | Вілла                  |                                 |  |
| 2004      | Фабрика футболу                 | The Football Factory        | Фред                   |                                 |  |
| 2004      | Листковий пиріг                 | Layer Cake                  | Террі                  |                                 |  |
| 2005      | Ганнібал. Ворог Риму            | Hannibal v Rome             | Ганнібал               | Телефільм                       |  |
| 2005      | Денні Ланцюговий пес            | Unleashed (Danny the Dog)   | Джордж                 |                                 |  |
| 2005      | Бетмен: Початок                 | Batman Begins               | Фейд, водій лімузину   |                                 |  |
| 2005      | 7 секунд                        | 7 Seconds                   |                        |                                 |  |
| 2005      | Конкретний бізнес               | The Business                | Чарлі                  |                                 |  |
| 2005      | Виведений                       | Revealed                    | Ганібал                |                                 |  |
| 2005      |                                 | The Comic Strip Presents…   | Луціо                  |                                 |  |
| 2007      | Поромник                        | The Ferryman                | Великий Дейв           | головна роль                    |  |
| 2007      | Порок на експорт                | Eastern Promises            | чеченець               |                                 |  |
| 2007      | Шоу Оміда Джаллі                | The Omid Djalili Show       | Гімсельф               | 2 епізод                        |  |
| 2001–2007 | Катастрофа                      | Casualty                    | Тен / Баррі            | 2 епізод                        |  |
| 2008      | Заборонений прийом              | Sucker Punch                | Дел                    |                                 |  |
| 2008      | Західний Лондон, 10             | West 10 LDN                 |                        | Телефільм                       |  |
| 2008      | По той бік рейву                | Beyond the Rave             | Річ Крокер             |                                 |  |
| 2008      | Касс                            | Cass                        | Рей                    |                                 |  |
| 2008      | Мешканаці Іст-Енду              | EastEnders                  | Ахмед                  | 2 епізод                        |  |
| 2009      | К                               | K                           | Альберт                |                                 |  |
| 2009      | Гол 3                           | Goal! III                   | Роні                   |                                 |  |
| 2009      |                                 | iD3                         | Томасо                 |                                 |  |
| 2009      | Міські щури                     | City Rats                   | Джім                   |                                 |  |
| 2009      | Готель Вавилон                  | Hotel Babylon               | Ґомес                  | 2 епізод                        |  |
| 2009      | Поворот не туди 3               | Wrong Turn 3: Left for Dead | Карлос Чавес           |                                 |  |
| 2009      | Наввипередки зі смертю          | Dead Man Running            | Нік Кейн               | головна роль                    |  |
| 2010      | Пипець                          | Kick-Ass                    | Меттью                 |                                 |  |
| 2010      | Битва Титанів                   | Clash of the Titans         | Арес                   |                                 |  |
| 2010      | Останні сім                     | The Last Seven              | Джек Мейсон            |                                 |  |
| 2010      | Пов'язані кров'ю                | Bonded by Blood             | Пет                    |                                 |  |
| 2010      | Падіння Джека                   | Jack Falls                  | Бос                    |                                 |  |
| 2011      | Розплата                        | Blood Out                   | Еліас                  |                                 |  |
| 2011      | Червона фракція: Походження     | Red Faction: Origins        | Стіллер                |                                 |  |
| 2011      | Амос                            | Amoc                        | Делл                   | (Пост-продакшн)                 |  |
| 2011      | Подвійний агент                 | The Double                  | Боз                    |                                 |  |
| 2011      | Фріраннер                       | Freerunner                  | Ріс                    | (Пост-продакшн)                 |  |
| 2011      | Екскурсія                       | The Hike                    | Ден                    | (Пост-продакшн)                 |  |
| 2011      | Преподобний                     | The Reverend                | Гарольд Гікс           | (Пре-продакшн)                  |  |
| 2012      | Чарівні хлопці                  | Magic Boys                  | Бен                    |                                 |  |
| 2010-2015 | NCIS: Полювання на вбивць       | NCIS                        | Баяр                   | 4 епізод                        |  |
| 2012      | Військовослужбовець             | Service Man                 | капрал Томас           |                                 |  |
| 2013      | Діти свободи                    | Sons of Liberty             | Башир                  |                                 |  |
| 2013      | Плебеї                          | Plebs                       | Птолемей               |                                 |  |
| 2014      | 24 години: Проживи ще один день | 24: Live Another Day        | Башер                  |                                 |  |
| 2014      | Фабрика футбольних хуліганів    | The Hooligan Factory        | Джек                   | камео                           |  |
| 2014      | Дракула                         | Dracula                     | Каха Рума «Марокканец» |                                 |  |
| 2015      | Залізна сутичка                 | Robot Overlords             | Вейн                   |                                 |  |
| 2016      | Гра престолів                   | Game of Thrones             | Хал Форзо              | Епізод: «Книга Невідомого»      |  |
| 2016      | Обіцянка                        | The Promise                 | Фарук Паша             |                                 |  |
| 2017      | Гіркі жнива                     | The Devil's Harvest         | Сергій                 |                                 |  |

| Рік  | Назва стрічки українською | Назва стрічки англійською | Notes               |
| ---- | ------------------------- | ------------------------- | ------------------- |
| 2009 | Наввипередки зі смертю    | Dead Man Running          | Виконавчий продюсер |
| 2012 | Військовослужбовець       | Service Man               | Виконавчий продюсер |